# 귀스타브 랑크토

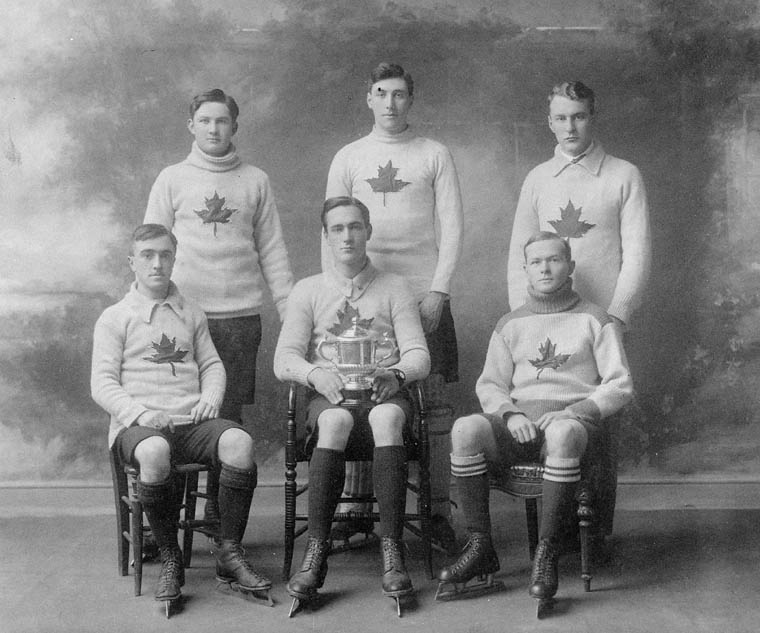

귀스타브 랑크토(Gustave Lanctot, 1883년 7월 5일 ~ 1975년 2월 2일)는 캐나다의 역사자, 아키비스트다.
퀘백 주 생-콩스탕트에서 태어난 그는 몬트리올 대학교에서 법학을 전공하여 1907년에 퀘백의 주변호사가 되었다.